# لوسی استون
لوسی استون (انگلیسی: Lucy Stone; ۱۳ اوت ۱۸۱۸ – ۱۸ اکتبر ۱۸۹۳) روزنامه‌نگار، ویراستار، سافراجت اهل ایالات متحده آمریکا بود. وی یکی از برجسته‌ترین سخنرانان و مدافع حق رای و مخالف برده داری در این کشور بود.
در سال ۱۸۴۷، او اولین زن از ایالت ماساچوست بود که توانست یک مدرک دانشگاهی بدست بیاورد. او در زمانی که زنان از صحبت در مجامع عمومی منع می‌شدند در مورد حقوق زنان و علیه برده داری سخنرانی می‌کرد. بر اساس سنت در سالهایی که استون زندگی می‌کرد زنان می‌بایست بعد از ازدواج نام شوهرشان را برگزینند ولی او بخاطر اینکه بعد از ازدواج نام خودش را حفظ کرد شهرت یافت.

## فعالیت‌ها
فعالیت‌های سازمانی استون برای حقوق زنان در محیط سیاسی دشوار قرن نوزدهم دستاوردهای ملموسی داشت. او کمک کرد تا اولین کنوانسیون حقوق زنان در ووستر، ماساچوست برگزار شود و آن را سالیانه همراه با تعدادی از دیگر کنوانسیون‌های فعال محلی، ایالتی و منطقه‌ای حمایت و حفظ کرد. استون در تعدادی از مجامع قانونی برای تصویب قوانین جهت حقوق بیشتر زنان سخنرانی کرد.
او در ایجاد لیگ ملی زنان برای کمک به تصویب متمم سیزدهم قانون اساسی ایالات متحده آمریکا و در نتیجه قانون لغو برده داری کمک کرد، و پس از آن کمک کرد تا انجمن حق رای زنان آمریکا (AWSA) تشکیل شود. این انجمن از اصلاحیه قانون اساسی برای حق رای زنان در انتخابات ایالتی و محلی حمایت کرد.
استون به‌طور گسترده در مورد حقوق زنان مطلب نوشت و سخنرانی‌هایش را خودش یا دیگران منتشر و توزیع می‌کردند. او مجله هفتگی زنان که بسیار تأثیرگذار بود را پایه‌گذاری کرد و دیدگاه‌های مختلف دربارهٔ حقوق زنان را در این مجله منتشر می‌کرد.
استون برای کاری که بر روی مجله اش می‌کرد، اگرچه نیاز به حمایت مالی مستمر داشت ولی پولی جمع نمی‌کرد. یکی از بزرگترین چالش‌هایش این بود که برای ادامه دادن این مجله می‌بایست پول جمع کند. تیراژ این مجله که در سال ۱۸۷۸ دوهزار نسخه بود بعد از دو سال به ۶۰۰۰ نسخه رسید.